# 東京大学地震研究所
東京大学地震研究所（とうきょうだいがくじしんけんきゅうじょ、英称：Earthquake Research Institute, University of Tokyo、略称：ERI）は、東京大学で地震学や火山学を対象とする附置研究所。地震・火山現象を科学的に解明し、それらによる災害を軽減することを目的とする。1923年（大正12年）9月1日に発生した関東大震災直後の1925年（大正14年）に、文部省震災予防調査会の研究業務を引き継ぎ、設立された。
共同利用・共同研究拠点に指定されている。

## 概要
関東大震災以降、地震研究統一の世論が高まり、文部省（現：文部科学省）により設立された。地震・火山現象のみならず、その根源としての地球内部ダイナミクスまでも包括的に研究している。

## 所在地
- 東京都文京区弥生1-1-1

東京大学弥生キャンパス（農学部構内）

## 沿革

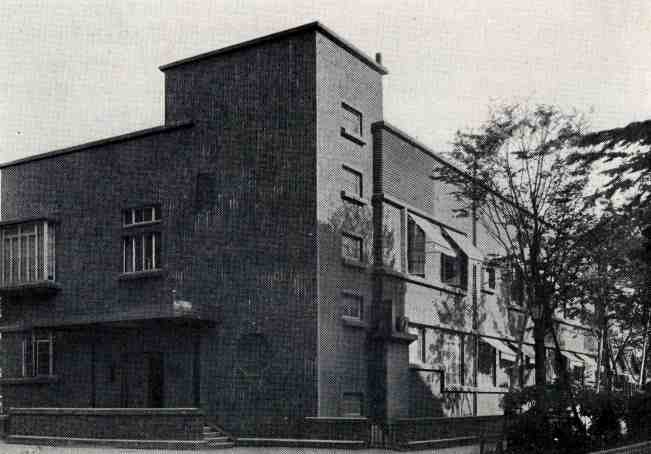
設立当初の研究所 内田祥三による設計。大地震に耐えられるよう堅牢な構造である。

- 1925年（大正14年）11月13日：「地震ノ學理及震災豫防ニ関スル事項ノ研究」を目的に勅令第三百十一號に基づき設立[2][5]。所長は東京帝国大学教授より補任、所員は東京帝国大学教授および助教授その他関係各庁高等官の中より補任、助手5人、書記1人。所在地は本郷キャンパス内で、仮事務所を東京帝国大学工学部船舶工学教室附属バラックに設置。同年12月9日より事務を開始。
- 1926年（大正15年）5月12日：大正15年勅令117号により助手10人 (+5)、書記2人 (+1) に増員。庶務課、会計課設置。
- 1927年（昭和2年）
  - 1月22日：元震災予防調査会所属茨城県筑波山微動観測所を所管換し、筑波支所設置（茨城県筑波郡筑波町東山）。
  - 6月15日：昭和2年勅令170号により助手13人 (+3) に増員。
- 1928年（昭和3年）
  - 3月31日：東京府北多摩郡三鷹村（現在の三鷹市）の東京店も代の構内に三鷹支所を設置し、地震動の観測を開始。
  - 6月：本館が新築落成し、本所を移転。
- 1931年（昭和6年）7月21日：昭和6年勅令191号により技師2人、技手2人を新設。書記3人 (+1) に増員。
- 1932年（昭和7年）
  - 3月31日：駒場支所（東京市目黒区駒場）を設置し、地中観測を開始。
  - 12月27日：昭和7年勅令384号により助手12人 (−1) に減員。
- 1934年（昭和9年）5月31日：浅間山南麓の長野県軽井沢町に浅間支所を設置。
- 1939年（昭和14年）10月24日：昭和14年勅令729号により助手11人 (−1) に減員。
- 1941年（昭和16年）
  - 3月7日：昭和16年勅令195号により助手10人 (−1) に減員。
  - 6月：宮城県女川町沖の江島に江の島津波観測所を設置。
- 1942年（昭和17年）11月20日：昭和17年勅令807号により書記2人（-1）に減員。
- 1943年（昭和18年）
  - 1月20日：昭和18年勅令34号により、爆震爆風に関する事項の研究を掌ることが設置目的に加えられた。教授8人 (+1)、助教授5人 (+1)、助手11人 (+1)、技手3人 (+1) に増員。技師1人 (−1) に減員。
  - 7月27日 昭和18年勅令614号により助手12人 (+1)、技手4人 (+1) に増員。
- 1944年（昭和19年）8月22日：昭和19年勅令515号により、地震探鉱法に関する事項の研究を掌ることが設置目的に加えられた。教授10人 (+2)、助教授7人 (+2)、助手16人 (+4) に増員。
- 1945年（昭和20年）5月：駒場支所が戦災で焼失。
- 1947年（昭和22年）：神奈川県三崎町に油壺地殻変動観測所を設置。
- 1949年（昭和24年）9月1日：愛媛県松山市に松山地殻変動観測所設置。
- 1952年（昭和27年）10月1日：新潟県に間瀬地殻変動観測所を設置。所在地は西蒲原郡岩室村間瀬（現在は新潟市の一部）。
- 1955年（昭和30年）3月31日：長野県小諸市に小諸火山化学研究施設設置。
- 1959年（昭和34年）4月：伊豆大島に伊豆大島地磁気観測所を設置。
- 1960年（昭和35年）4月：伊豆大島津波観測所を設置。
- 1961年（昭和36年）4月：鋸山 (千葉県)に鋸山地殻変動観測所設置。
- 1963年（昭和38年）
  - 3月：弥生キャンパスに移転。
  - 4月：霧島火山観測所設置。
- 1964年（昭和39年）4月：筑波支所を筑波地震観測所、浅間支所を浅間火山観測所に名称変更。和歌山微小地震観測所を設置。
- 1965年（昭和40年）4月：白木微小地震観測所（広島県高田郡白木町牛岩（現・広島市安佐北区白木町有留）および強震計観測センター設置。
- 1966年（昭和41年）4月：弥彦地殻変動観測所および堂平微小地震観測所を設置。
- 1967年（昭和42年）
  - 3月31日：三鷹支所を理学部に用途変更。
  - 4月：地震予知観測センターおよび北信微小地震・地殻変動観測所を設置。
- 1968年（昭和43年）4月：柏崎微小地震観測所設置。
- 1969年（昭和44年）4月：富士川地殻変動観測所設置（山梨県南巨摩郡富沢町（現・南部町）福士14758）。
- 1970年（昭和45年）
  - 4月：八ヶ岳地磁気観測所を設置。
  - 8月28日：地震研究所で紛争（-1974年6月19日）。
- 1973年（昭和48年）：間瀬地殻変動観測所を廃止。
- 1979年（昭和54年）：地震予知観測センターを転換・拡充し、地震予知観測情報センター設置。
- 1983年（昭和58年）3月：白木微小地震観測所を広島市安佐北区落合へ移転。
- 1984年（昭和59年）：伊豆大島地磁気観測所及び伊豆大島津波観測所を廃止・統合し、伊豆大島火山観測所設置。
- 1985年（昭和60年）4月1日：北信微小地震・地殻変動観測所及び柏崎微小地震観測所を廃止・統合し、信越地震観測所設置。
- 1994年（平成6年）6月：改組により、全国共同利用研究所となる。
- 1995年（平成7年）：室戸岬に室戸地殻変動観測設置。白木微小地震観測所を広島地震観測所に名称変更。
- 1997年（平成9年）：海半球観測研究センター設置。
- 2006年（平成18年）：江の島津波観測所を廃止。
- 2009年（平成21年）：地震予知研究推進センターを地震火山噴火予知研究推進センター、火山噴火予知研究推進センターを火山噴火予知研究センターに改組。
- 2010年（平成22年）4月1日：地震・火山科学の共同利用・共同研究拠点となり、4部門・7センターに改組。
- 2012年（平成24年）：巨大地震津波災害予測研究センター設置。
- 2024年（令和6年）6月5日：富士山噴火に備えた協定を山梨県庁と締結[6]。

## 組織

### 研究部門
- 数理系研究部門
- 地球計測系研究部門
- 物質科学系研究部門
- 災害科学系研究部門

### 附属センター
- 地震予知研究センター
- 火山噴火予知研究センター (VRC)
  - 浅間火山観測所
  - 小諸火山化学研究施設
  - 伊豆大島火山観測所
  - 霧島火山観測所
- 海半球観測研究センター (OHRC)

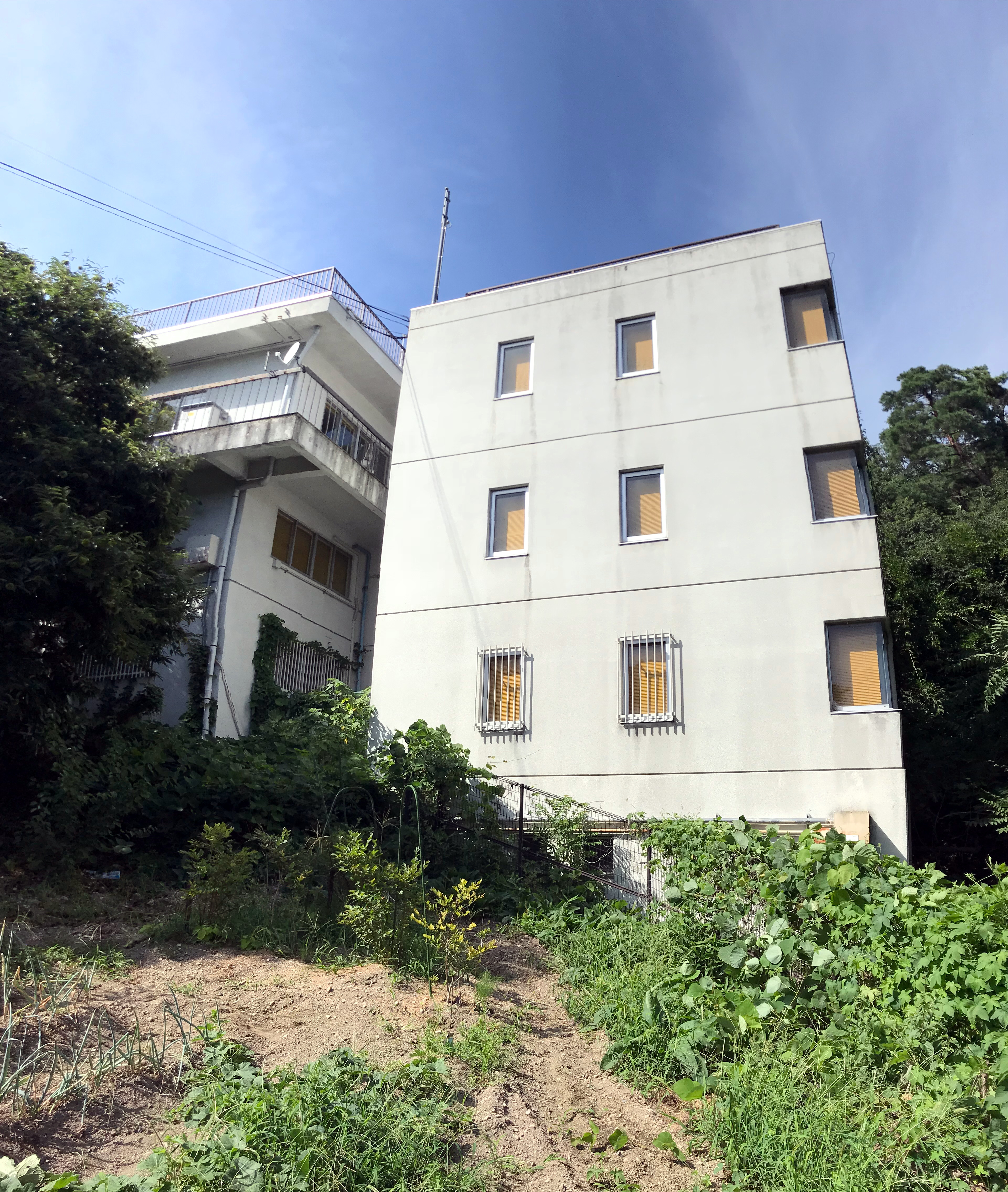
東京大学地震研究所信越地震観測所。傾斜地にある建物で、最上階が出入口、下に観測室や控え室が配置。

- 高エネルギー素粒子地球物理学研究センター (CHEER)
- 巨大地震津波災害予測研究センター

- 観測開発基盤センター
  - 筑波地震観測所
  - 油壺地殻変動観測所
  - 鋸山地殻変動観測所
  - 和歌山地震観測所
  - 広島地震観測所
  - 弥彦地殻変動観測所
  - 堂平地震観測所
  - 信越地震観測所
  - 富士川地殻変動観測所
  - 室戸地殻変動観測所
  - 浅間火山観測所
  - 小諸地震火山観測所
  - 伊豆大島火山観測所
  - 霧島火山観測所
  - 八ヶ岳地球電磁気観測所
  - 強震観測室
  - 化学分析室
  - 機器開発室
  - テレメータ室
- 地震火山情報センター (EIC)

### 室
- アウトリーチ推進室
- 国際地震・火山研究推進室

### 観測所
- 八ヶ岳地球電磁気観測所
- 江の島津波観測所

## 大学院教育
地震研究所は東京大学大学院の教育も担当している。以下の研究科・専攻から大学院生を受け入れている。
- 東京大学大学院
  - 理学系研究科
    - 地球惑星科学専攻

  - 工学系研究科
    - 社会基盤学専攻
    - 建築学専攻

  - 学際情報学府
    - 学際情報学専攻
      - 総合分析情報学コース

## 地方の主な附属研究施設
筑波地震観測所
筑波山東南側の海抜約250mの場所にある。筑波山は良質な岩盤上にあり、1908年（明治41年）6月に地震研究所設立調査のため、田中舘愛橘、長岡半太郎、古市公威、真野文二、大森房吉、辰野金吾、中村精男、中村達太郎、小藤文次郎、戸崎孝ら、物理学、工学、地震学、建築学、気象学など10名の博士が調査登山を行った。その後1922年1月に筑波山微動観測所として開設。1927年（昭和2年）に東京大学地震研究所に移管されて筑波支所となる。国際地球観測年の1957年（昭和32年）に観測計器を整備し筑波地震観測所となった。
弥彦地殻変動観測所
新潟県新潟市西蒲区間瀬の弥彦山麓にある。1952年（昭和27年）、採石坑跡を利用して間瀬地殻変動観測所が開設されていた。1967年（昭和42年）5月に第1次地震予知（研究）計画の一環で現在の地に開設された（間瀬地殻変動観測所は1971年に廃止）。1999年（平成11年）以降は常勤者はいなくなり無人観測所となった。2階建ての庁舎があったが2017年（平成29年）に取り壊され、以後は観測坑とその前部にある建屋だけとなっている。2021年度（平成23年度）で閉鎖され観測坑と建屋も閉鎖して地主に土地は返される。